# Божур поляна (Търговище)
Божур поляна е защитена местност в България. Намира се в землищата на селата Вардун и Стража, област Търговище.
Защитената местност е с площ 18,07 ha. Обявена е на 30 май 2006 г. с цел опазване на находище на червен божур (Paeonia peregrina), лечебна иглика (Primula veris), както и на защитени растителни и животински видове.
В защитената местност се забраняват:
- строителството;
- поставянето на съоръжения, включително и на ветроенергийни станции и съоръжения за производство на електроенергия, с изключение на преместваеми обекти, които не са трайно свързани с терена, като: беседки, пейки, указателни и информационни табели, съдове за събиране на отпадъци и други за нуждите на екотуризма, обслужването на посетители и управлението на защитената територия;
- ловуването;
- пашата на домашни животни;
- паленето на огън извън обозначените за целта места;
- бивакуването;
- движението и паркирането на моторни превозни средства извън обозначените за целта места;
- дейностите, които могат да доведат до увреждането и унищожаването на екземпляри от растителните видове, предмет на защита на заповедта, както и на техните местообитания.[1]